# Parinari cardiophylla
Parinari cardiophylla là một loài thực vật có hoa trong họ Cám. Loài này được Ducke mô tả khoa học đầu tiên năm 1935.